# Guinea a 2011-es úszó-világbajnokságon
Guinea a 2011-es úszó-világbajnokságon három úszóval vett részt.
Férfi
| Versenyző      | Esemény                      | Selejtező | Selejtező | Elődöntő          | Elődöntő          | Döntő             | Döntő             |
| Versenyző      | Esemény                      | Idő       | Helyezés  | Idő               | Helyezés          | Idő               | Helyezés          |
| -------------- | ---------------------------- | --------- | --------- | ----------------- | ----------------- | ----------------- | ----------------- |
| Amadou Camara  | Férfi 50 méteres gyorsúszás  | 29.72     | 107       | Nem jutott tovább | Nem jutott tovább | Nem jutott tovább | Nem jutott tovább |
| Amadou Camara  | Férfi 100 méteres gyorsúszás | 1:06.25   | 101       | Nem jutott tovább | Nem jutott tovább | Nem jutott tovább | Nem jutott tovább |
| Mohamed Camara | Férfi 50 méteres mellúszás   | DSQ       | DSQ       | Nem jutott tovább | Nem jutott tovább | Nem jutott tovább | Nem jutott tovább |
| Mohamed Camara | Férfi 100 méteres mellúszás  | DSQ       | DSQ       | Nem jutott tovább | Nem jutott tovább | Nem jutott tovább | Nem jutott tovább |

Women
| Versenyző   | Esemén                    | Selejtező | Selejtező | Elődöntő          | Elődöntő          | Döntő             | Döntő             |
| Versenyző   | Esemén                    | Idő       | Helyezés  | Idő               | Helyezés          | Idő               | Helyezés          |
| ----------- | ------------------------- | --------- | --------- | ----------------- | ----------------- | ----------------- | ----------------- |
| Dede Camara | Női 50 méteres gyorsúszás | 44.44     | 31        | Nem jutott tovább | Nem jutott tovább | Nem jutott tovább | Nem jutott tovább |
| Dede Camara | Női 100 méteres mellúszás | 1:40.16   | 46        | Nem jutott tovább | Nem jutott tovább | Nem jutott tovább | Nem jutott tovább |